# شهرستان هارلن (کنتاکی)
شهرستان هارلن، کنتاکی (به انگلیسی: Harlan County, Kentucky) یک سکونتگاه مسکونی در ایالات متحده آمریکا است که در کنتاکی واقع شده‌است.